# Sanora Babb
Sanora Babb   (comtat d'Osage, 21 d'abril de 1907 - Hollywood Hills, 31 de desembre de 2005) va ser una novel·lista, poeta i editora estatunidenca.

## Primers anys de vida i carrera
Sanora Babb va nàixer al territori dels otoe, a l'actual Red Rock, Oklahoma, encara que cap dels seus progenitors era nadiu americà. Son pare Walter era un apostador professional. Va traslladar Sanora i sa germana Dorothy a un refugi d'una sola habitació en una granja de sorgo establerta pel seu avi a prop de Lamar, Colorado.
Sanora ficcionà després les seues experiències de llavors a les novel·les An Owl on Every Post i The Lost Traveler.
No s'escolaritzà fins als onze anys i es va graduar a secundària amb les millors qualificacions. Començà a estudiar a la Universitat de Kansas, però quan les seues finances li van fer impossible continuar, es va traslladar després d'un any a una universitat a Garden City, Kansas.
Va començar la seua carrera periodística al Garden City Herald, i diversos dels seus articles van ser redistribuïts per Associated Press. Es traslladà a Los Angeles el 1929 per a treballar al Los Angeles Times, però el diari es va retractar de la seua oferta de treball després de la caiguda de la borsa dels EUA de 1929. De vegades va quedar sense llar durant la depressió, dormint sovint al parc Lafayette. Finalment, trobà faena de secretaria amb Warner Brothers i escrigué guions per a l'estació de ràdio KFWB. Es va unir al John Reed Club i va ser membre del Partit Comunista dels Estats Units durant onze anys i visità la Unió Soviètica el 1936.
El 1938 va tornar a Califòrnia per a treballar per a l'Administració de seguretat agrícola (FSA, per les seues sigles en anglés). Mentre estava a l'FSA, va prendre notes detallades sobre els campaments de tendes dels migrants del Dust Bowl a Califòrnia. Sense el seu coneixement, el seu supervisor Tom Collins compartí les notes amb John Steinbeck. Va convertir les històries que recopilà en la seua novel·la, Whose Names Are Unknown. L'editor Bennett Cerf planejava publicar-la amb Random House, però l'aparició d'El raïm de la ira, de Steinbeck, va fer que la novel·la s'arxivés el 1939 i no es publiqués fins al 2004.
A principis de la dècada de 1940, Babb era la secretària de la Costa Oest de la Lliga d'Escriptors Americans. Edità la revista literària The Clipper i la seua successora The California Quarterly, ajudant a presentar el treball de Ray Bradbury i B. Traven. Al mateix temps, dirigia un restaurant xinés propietat del seu futur marit, James Wong Howe.
Durant les audiències de l'HUAC, Babb va ser a la llista negra i es traslladà a la Ciutat de Mèxic per a protegir a Howe, que estava "a la llista grisa", de l'assetjament.
Babb va reprendre la publicació de llibres el 1958 amb la novel·la The Lost Traveler, seguida el 1970 per les seues memòries An Owl on Every Post. Tots dos eren ficcionalitzacions dels seus primers anys. (El poble que apareix a l'An Owl On Every Post és Two Buttes, al comtat de Baca, al sud de Lamar, que es troba al comtat de Prowers.) La novel·la del Dust Bowl de Babb, guardada al calaix, Whose Names Are Unknown, va ser finalment publicada per la University of Oklahoma Press el 2004.

## Vida personal

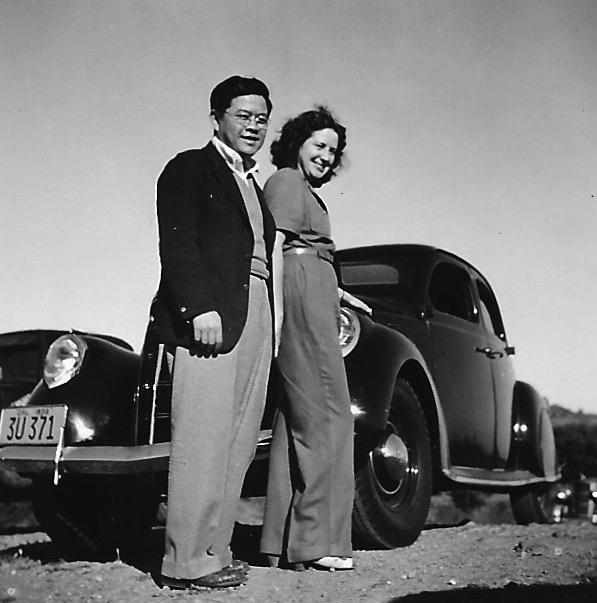
Babb amb el seu marit James Wong Howe.

A partir de 1932, Babb va tenir una llarga amistat amb l'escriptor William Saroyan que es convertí en una història d'amor no correspost per part de Saroyan. També va tindre una aventura amb Ralph Ellison entre 1941 i 1943.
Va conéixer el seu marit, el director de fotografia xinés-nord-americà James Wong Howe, abans de la Segona Guerra Mundial. Viatjaren a París l'any 1937 per a casar-se, però el seu matrimoni no va ser reconegut a Califòrnia perquè tenia una llei contra el mestissatge que prohibia el matrimoni entre persones de diferents races. Les opinions tradicionals xineses de Howe li van impedir cohabitar amb Babb mentre estaven solters legalment, de manera que visqueren en apartaments separats al mateix edifici. El contracte d'estudi de Howe tenia també una "clàusula moral" que li prohibia reconéixer públicament el seu matrimoni.
No es casarien a Califòrnia fins al 1948, després que els demandants de raça mixta Andrea Perez i Sylvester Davis presentaren una demanda (coneguda com a Perez v. Sharp) que va provocar l'anul·lació de la prohibició estatal. Howe i Babb van tardar tres dies a trobar un jutge que acceptés casar-los i que, segons es diu, va comentar: "Pareix que ja és prou gran. Si vol casar-se amb un mico, és cosa seua."

## Obres
- The Lost Traveler (El viatger perdut), 1958
- An Owl on Every Post (Un mussol a cada lloc), 1970
- The Killer Instinct and Other Stories from the Great Depression (L'instinte criminal i altres històries de la Gran Depressió, Santa Barbara, CA: Capra Press, 1987,ISBN 978-0-88496-283-0
- Cry of the Tinamou, 1997, Muse Ink Press (27. juliol de 2021),ISBN 978-0985991555
- Told in the Seed, 1998, Muse Ink Press (30. juliol de 2021),ISBN 978-0985991548
- Whose Names Are Unknown (Els noms dels quals són desconeguts), Norman, Oklahoma: University of Oklahoma Press, 2004,ISBN 0-8061-3579-4
- On the Dirty Plate Trail: Remembering the Dust Bowl Refugee Camps, 2007, Austin: University of Texas Press, 2007,ISBN 978-0-292-71445-8